# Embolització
L'embolització fa referència al pas i l'allotjament d'un èmbol dins del torrent sanguini. Pot ser d'origen natural (patològic), en aquest sentit també s'anomena embòlia, per exemple una embòlia pulmonar; o pot ser induït artificialment (terapèutic), com a tractament hemostàtic per a l'hemorràgia o com a tractament per a alguns tipus de càncer bloquejant deliberadament vasos sanguinis que nodreixen les cèl·lules tumorals.
En l'aplicació de gestió del càncer, l'èmbol, a més de bloquejar el subministrament de sang al tumor, també inclou sovint un ingredient per atacar el tumor químicament o amb irradiació. Quan porta un fàrmac de quimioteràpia, el procés s'anomena quimioembolització. La quimioembolització arterial transcatèter (TACE) és la forma habitual. Quan l'èmbol porta un radiofàrmac per a la radioteràpia de font no segellada, el procés s'anomena radioembolització o teràpia de radiació interna selectiva (SIRT).